# Кам'яно-Костувате
Ка́м'яно-Костува́те — село в Україні, у Новомар'ївській сільській громаді Вознесенського району Миколаївської області. Населення становить 424 осіб. До 2018 року орган місцевого самоврядування — Кам'яно-Костуватська сільська рада. Відстань до смт. Братське становить близько 16 км і проходить автошляхом місцевого значення.

## Населення
Згідно з переписом УРСР 1989 року чисельність наявного населення села становила 429 осіб, з яких 199 чоловіків та 230 жінок.
За переписом населення України 2001 року в селі мешкали 422 особи.

### Мова
Розподіл населення за рідною мовою за даними перепису 2001 року:
| Мова       | Відсоток |
| ---------- | -------- |
| українська | 87,26 %  |
| молдовська | 6,37 %   |
| російська  | 5,90 %   |
| білоруська | 0,24 %   |
| інші       | 0,23 %   |

## Відомі люди
У селі народилися:
- Панас Карпович Саксаганський (* 1859 — † 1940) — український актор та режисер,
- Микола Карпович Садовський (* 1856 — † 1933) — український актор, режисер і громадський діяч,
- Марія Карпівна Садовська-Барілотті (* 1855 — † 1891) — українська співачка-сопрано і драматична акторка.
- Анатолій Леонідович Прокопенко (* 1952 ) — заступник директора Українського гідрометеорологічного центру, начальник Головного центру аналізу, прогнозування гідрометумов та гідрометзабезпечення.